# Stephen Maguire
Stephen Maguire (Glasgow, 13 maart 1981) is een Schots professioneel snookerspeler. Zijn beste resultaten op het wereldkampioenschap zijn halve finales in 2007 en 2012.

## Carrière
Maguire is snookerprofessional sinds 1998. Hij was de winnaar van het Open Europees kampioenschap in 2004. Hij versloeg Jimmy White met 9-3 in de finale. Vervolgens won hij in november 2004 het UK Championship met 10-1 van David Gray, nadat hij eerder in het toernooi Ronnie O'Sullivan had verslagen.

## Belangrijkste resultaten

### Rankingtitels
| #  | Seizoen     | Toernooi                | Verliezend finalist | Verliezend finalist | Score |
| -- | ----------- | ----------------------- | ------------------- | ------------------- | ----- |
| 1. | 2003 / 2004 | Malta Cup               | Jimmy White         | ENG                 | 9-3   |
| 2. | 2004 / 2005 | UK Championship         | David Gray          | ENG                 | 10-1  |
| 3. | 2007 / 2008 | China Open              | Shaun Murphy        | ENG                 | 10-9  |
| 4. | 2007 / 2008 | Northern Ireland Trophy | Fergal O'Brien      | IRL                 | 9-5   |
| 5. | 2012 / 2013 | Welsh Open              | Stuart Bingham      | ENG                 | 9-8   |
| 6. | 2019 / 2020 | Tour Championship       | Mark Allen          | NIR                 | 10-6  |
| 7. | 2025 / 2026 | Championship League     | Joe O'Connor        | ENG                 | 3-1   |

### Minor-rankingtitels
| #  | Seizoen     | Toernooi                          | Verliezend finalist | Verliezend finalist | Score |
| -- | ----------- | --------------------------------- | ------------------- | ------------------- | ----- |
| 1. | 2011 / 2012 | Players Tour Championship - PTC12 | Joe Perry           | ENG                 | 4-2   |
| 2. | 2012 / 2013 | Players Tour Championship - PTC2  | Jack Lisowski       | ENG                 | 4-3   |
| 3. | 2014 / 2015 | Players Tour Championship - ET5   | Matthew Selt        | ENG                 | 4-2   |

### Wereldkampioenschap
Hoofdtoernooi (laatste 32 of beter):
| #   | Seizoen     | Editie  | Prestatie    | Extra                                   |
| --- | ----------- | ------- | ------------ | --------------------------------------- |
| 1.  | 2003 / 2004 | WK 2004 | Laatste 32   | Verloor met 10-6 van Ronnie O'Sullivan  |
| 2.  | 2004 / 2005 | WK 2005 | Laatste 32   | Verloor met 10-9 van Ronnie O'Sullivan  |
| 3.  | 2005 / 2006 | WK 2006 | Laatste 16   | Verloor met 13-10 van Marco Fu          |
| 4.  | 2006 / 2007 | WK 2007 | Halve finale | Verloor met 17-15 van John Higgins      |
| 5.  | 2007 / 2008 | WK 2008 | Kwartfinale  | Verloor met 13-12 van Joe Perry         |
| 6.  | 2008 / 2009 | WK 2009 | Kwartfinale  | Verloor met 13-8 van Neil Robertson     |
| 7.  | 2009 / 2010 | WK 2010 | Laatste 16   | Verloor met 13-6 van Graeme Dott        |
| 8.  | 2010 / 2011 | WK 2011 | Laatste 32   | Verloor met 10-9 van Barry Hawkins      |
| 9.  | 2011 / 2012 | WK 2012 | Halve finale | Verloor met 17-12 van Ali Carter        |
| 10. | 2012 / 2013 | WK 2013 | Laatste 32   | Verloor met 10-9 van Dechawat Poomjaeng |
| 11. | 2013 / 2014 | WK 2014 | Laatste 32   | Verloor met 10-9 van Ryan Day           |
| 12. | 2014 / 2015 | WK 2015 | Laatste 32   | Verloor met 10-9 van Anthony McGill     |
| 13. | 2015 / 2016 | WK 2016 | Laatste 32   | Verloor met 10-7 van Alan McManus       |
| 14. | 2016 / 2017 | WK 2017 | Kwartfinale  | Verloor met 13-9 van Barry Hawkins      |
| 15. | 2017 / 2018 | WK 2018 | Laatste 32   | Verloor met 10-7 van Ronnie O'Sullivan  |
| 16. | 2018 / 2019 | WK 2019 | Kwartfinale  | Verloor met 13-6 van Judd Trump         |
| 17. | 2019 / 2020 | WK 2020 | Laatste 32   | Verloor met 10-3 van Martin Gould       |
| 18. | 2020 / 2021 | WK 2021 | Laatste 32   | Verloor met 10-4 van Jamie Jones        |
| 19. | 2021 / 2022 | WK 2022 | Kwartfinale  | Verloor met 13-5 van Ronnie O'Sullivan  |
| 20. | 2023 / 2024 | WK 2024 | Kwartfinale  | Verloor met 13-8 van David Gilbert      |

## Trivia
- Maguire heeft twee bijnamen: Livewire en On-Fire Maguire .
- Hoogste plaats op de wereldranglijst is 3e in het seizoen 2005/06.
- Maguire haalde een maximumbreak van 147 in het Regal Scottish in 2000.
- Maguire hoeft geen vlinderdas te dragen tijdens snookerwedstrijden wegens medische redenen, hiervoor heeft hij een doktersattest.